# Лист, Роберт
Роберт Фрэнк «Боб» Лист (англ. Robert Frank "Bob" List; род. 1 сентября 1936, Висейлия, Калифорния) — американский политик, 26-й генеральный прокурор Невады, 24-й губернатор Невады.

## Биография
Роберт Лист родился в Висейлии (штат Калифорния) в 1936 году. Он получил степень бакалавра в Университете штата Юта, а в 1962 году окончил со степенью доктора права и доктора юридических наук колледж права Хейстингса Калифорнийского университета.
В 1967—1971 годах Лист служил окружным прокурором в Карсон-Сити. В 1970 году он был избран генеральным прокурором Невады. В 1974 году Лист был переизбран и занимал эту должность до 1979 года. В должности генерального прокурора он был председателем Конференции генеральных прокуроров западных штатов и был членом исполнительного комитета Национальной ассоциации генеральных прокуроров.
В 1978 году Лист был избран губернатором Невады. Во время пребывания в должности он был председателем Конференции губернаторов западных штатов и подписал закон, уменьшающий налог на недвижимость и увеличивающий налог с продаж.
Лист является членом коллегии адвокатов Невады, федерального округа Колумбия и США. Он также занимает должность главного исполнительного директора (CEO) консалтинговой фирмы The Robert List Company в Лас-Вегасе.

### Личная жизнь
Роберт Лист был женат дважды. 1 июля 1962 он женился на Кэтрин Сью Гири. От этого брака родились трое детей: Сюзанн, Хэнк и Мишель. От второго брака с Мэри Энн (Полли) Майнор родились двое детей: Роберт и Элизабет.